# Aristotle Onassis
Aristotle Onassis Sokratis (tiếng Hy Lạp: Αριστοτέλης Ωνάσης, Aristotelis Onasis) (15 tháng 1 năm 1906 – 15 tháng 3 năm 1975), thường được gọi là Ari hoặc Aristo Onassis, là ông trùm vận tải biển nổi tiếng Hy Lạp. Một số nguồn tin cho rằng ông được sinh ra vào năm 1900 nhưng sau này đã thay đổi ngày sinh của mình để tránh bị trục xuất từ Thổ Nhĩ Kỳ. Cuộc đời của ông ngoài sự thành công lớn trong kinh doanh thương mại mà còn đầy rẫy những tai tiếng với những cuộc ăn chơi trác táng, những buổi tiệc thâu đêm, những mối tình trăng hoa phức tạp mà đặc biệt là với cựu Đệ Nhất Phu nhân Hoa Kỳ Jacqueline Kennedy và nữ ca sĩ opera nổi tiếng Maria Callas.
Onassis được sinh ra ở Smyrna (Thổ Nhĩ Kỳ) và chạy trốn khỏi thành phố cùng gia đình đến Hy Lạp vào năm 1922 sau chiến tranh Hy Lạp-Thổ Nhĩ Kỳ. Ông chuyển đến Argentina năm 1923 và tiến hành kinh doanh với tư cách là một nhà buôn thuốc lá và sau đó là một chủ hàng vận chuyển trong Chiến tranh thế giới thứ hai. Chuyển đến Monaco, Onassis đã cạnh tranh với Hoàng tử Rainier III để kiểm soát kinh tế đất nước thông qua quyền sở hữu SBM và vào giữa những năm 1950; tìm cách bảo đảm một thỏa thuận vận chuyển dầu với Saudi Arabia và tham gia vào các cuộc thám hiểm săn cá voi. Trong những năm 1960 Onassis đã cố gắng thiết lập một hợp đồng đầu tư lớn, Project Omega, với quân đội Hy Lạp, và bán Olympic Airways mà ông đã thành lập năm 1957. Onassis bị ảnh hưởng nặng nề bởi cái chết của con trai 24 tuổi của ông, Alexander, trong một vụ tai nạn máy bay vào năm 1973, và Onassis qua đời hai năm sau đó.

## Thời trẻ
Onassis sinh ra trong Karatass, một vùng ngoại ô của Smyrna (tại İzmir, Thổ Nhĩ Kỳ) bố là Socrates và mẹ là Penelope Onassis (nhũ danh Dologu). Onassis đã có một em ruột, Artemis, và hai em cùng cha khác mẹ, Kalliroi và Merope, do cha ông đã tục huyền sau khi mẹ ông qua đời. Socrates Onassis đến từ ngôi làng của Moutalasski (nay có tên là Talas), gần Cappadocia ở Tiểu Á, đó là ngày nay Kayseri tỉnh ở miền trung Thổ Nhĩ Kỳ . Một nhà doanh nghiệp vận chuyển thành công, ông đã có thể gửi con cái của mình để uy tín các trường học. 16 tuổi, Aristotle Onassis đã nói ba ngoại ngữ: tiếng Anh, Tây Ban Nha và Thổ Nhĩ Kỳ, khi ông tốt nghiệp từ các trường học địa phương Tin Lành Hy Lạp.
Sau khi được một thời gian ngắn được quản lý bởi Hy Lạp (1919-1922) do hậu quả của chiến thắng liên minh trong Thế chiến I, Smyrna lại thuộc quản lý của Thổ Nhĩ Kỳ và nắm giữ tài sản đáng kể của gia đình Onassis đã bị mất, khiến họ phải thành những người tị nạn chạy trốn đến Hy Lạp sau vụ đại hỏa hoạn Smyrna. trong thời gian này Aristotle Onassis bị mất ba người chú, một người dì và chồng Chrysostomos Konialidis và con gái của họ, những người đã bị thiêu chết cháy trong một nhà thờ ở Thyatira 500 Kitô hữu đang tìm kiếm nơi trú ẩn từ đại hỏa hoạn Smyrna.
Trong năm 1923, Aristotle Onassis đến Buenos Aires, Argentina bằng hộ chiếu Nansen, được cho rằng ông chỉ có 60 USD trong túi của mình, và có việc làm đầu tiên của mình với British United River Plate Telephone Company.
Ông có quốc tịch Argentina vào năm 1929. Cuối cùng ông thành lập công ty giao dịch vận tải đầu tiên của mình tại Buenos Aires, Astilleros Onassis. Sau khi xây dựng tài sản đầu tiên của mình tại Argentina, ông mở rộng kinh doanh vận chuyển của mình trên toàn thế giới và chuyển đến thành phố New York, Mỹ, nơi ông xây dựng đế chế kinh doanh vận chuyển của mình trong khi vẫn giữ văn phòng tại Buenos Aires và Athens. Di sản của ông ở Buenos Aires là việc tạo ra một đế chế vận chuyển và một quỹ văn hóa Hy Lạp cung cấp học bổng cho thanh thiếu niên và một sinh viên / chương trình trao đổi quốc tế học thuật giữa Argentina, Hy Lạp, Monaco và Hoa Kỳ; các chương trình được tài trợ và quản lý bởi Quỹ Onassis và cuối cùng là dưới sự chỉ đạo của con gái Christina Onassis.